# Cantón de Montpellier-2
El cantón de Montpellier-2 es una división administrativa francesa, situada en el departamento del Hérault y la región Occitania.

## Composición
Desde 2014, el cantón de Montpellier-2 se compone de una part de Montpellier :
- Montpellier